# 暴れん坊将軍VI
暴れん坊将軍VIでは、テレビドラマ『暴れん坊将軍』の第6シリーズで放送された放映タイトルおよび各話スタッフを列挙する。

## 放送期間
1994年10月8日〜1996年1月20日、全50＋スペシャル1話。

## スタッフ
- プロデューサー：和佐英彦、阿部征司、渡辺操、伊駒伊織

## レギュラー
- 大岡忠相：横内正
- 田之倉孫兵衛：船越英二
- 辰五郎：北島三郎（第3話～第7話、第9話、第12話、第14話、第16話、第18話、第20話、第22話～第26話、第28話、第30話、第32話、第34話、第36話、第38話、第41話～第43話、第45話、第46話、第48話を除く）
- おさい（3代目）：坂口良子
- 卯之吉：三遊亭楽太郎（後の6代目三遊亭円楽）
- 源次：真砂皓太
- 常吉：白井滋郎
- 凡平：角巻信彦
- おちよ：田中綾子
- おかる：秦由圭
- 野々村恭介：新田純一（第1話〜第3話、第8話、第13話、第14話、第16話、第18話、第20話、第24話、第27話、第36話）
- 速水左平次：若松俊秀
- 小雪：安藤晃子

## 準レギュラー
- 山田朝右衛門：栗塚旭（第6話、第15話、第45話～第46話）
- 尾張大納言宗春：中尾彬（SP）
- 浄円院：中村玉緒（第32話）

## 内容
- おさい役が坂口良子に、小頭役が三遊亭楽太郎に、め組の住み込みが秦由圭になった。小頭の卯之吉は、演じる楽太郎が噺家なのを踏まえてか話術と演技力に長けているという設定であり、変装や小芝居で度々吉宗に協力した。
- め組が”町内版目安箱”のような「よろづ相談処」の看板を掲げることになり、そこに持ち込まれる相談事が事件の発端になるという展開になっている。
- オープニング映像が砂浜を白馬で走る吉宗に戻った。エンディング映像にはレギュラーたちの日常が描かれている。
- 第Vシリーズまでエンディングでゲストキャスト扱いで表示されていた山田朝右衛門は、今シリーズからオープニングでレギュラーキャストとして表示される様になった（第6話より。表示の順番は最後から3番目（ナレーターの若山弦蔵の次、田之倉孫兵衛の船越英二の前））。
- 元御庭番の三ツ木清隆（一人二役）、入江麻友子、後の御庭番の池谷太郎、大森貴人（松平健の付き人からスタートしている）、東風平千香がゲスト出演している（第33話ではのちの第IXシリーズの御庭番でコンビを組む大森とともに出演）。
- 実在人物である新井白石（長門勇）、戸田忠真（亀石征一郎）、荻原重秀（名和宏）、阿部将翁（大橋吾郎）、徳川光貞（楠年明）、向井将監（竜川剛）、宗義誠（石倉英彦）が登場している。
- 放送期間が1年を超えたのはこのシリーズが最後となった。また、レギュラー放送期間内にスペシャルが放映されたのもこのシリーズの初回スペシャルが最後である。
- 第32話で第4シリーズに登場した女賞金稼ぎのお銀が登場する。徳田新之助の正体を知っている。
- 第49話で吉宗と深井清三郎が河内山宗俊の芝居を打つ場面があり、北村大膳も登場している。

## エピソード

### 1994年
| 話数  | サブタイトル                                 | 脚本          | 監督     | ゲスト | 備考 |
| ----- | -------------------------------------------- | ------------- | -------- | --- | --- |
| SP    | 「吉宗潜入! 謀略の城 偽将軍宣下を阻止せよ!」 | 小川英 胡桃哲 | 荒井岱志 | 千恵：西村知美 穂高源四郎：橋爪淳 徳川宗直/偽宗直：三ツ木清隆 穂高内蔵助：内田稔 中津川伯翁：睦五朗 影十三：成瀬正孝 奥村半太夫：宮口二郎 南原監物：佐藤京一 天竺屋徳兵衛：橋本宣三 木村：朝日完記 飛び八：笹木俊志 岩猿：森山陽介 ：武井三二 ：芝本正 ：白川浩二郎 ：江連健 ：木下通博 ：上野秀年 ：小坂和之 ：重見成人 ：北村明男 ：石原耕 ：林哲夫 ：松尾裕之 ：山根誠示 ：西山清孝 ：鈴川法子 ：小山洋平 ：小山高志 三郎左：和崎俊哉 尾張大納言宗春：中尾彬 | |
| 第1話 | 「標的は将軍様」                             | 胡桃哲        | 荒井岱志 | 和助：伊吹剛 おしん：田原美法 黒木多門：中田博久 吉兵衛：玉川伊佐男 三次：広瀬義宣 山内：木谷邦臣 辻：志茂山高也 磯吉：小船秋夫 おみつ：市村菜月 平太：山下慎司 正太：渡辺琢之 若い女：西岡ちあき 小女：中谷由香 百姓：高谷舜二 若い男：中川峰男 浪人(一)：小坂和之 浪人(二)：浜田隆広 浪人(三)：奔田陵 浪人(四)：小谷浩三 戸田山城守宗冬：御木本伸介 | め組がよろず相談処になる                                                                                 |
| 第2話 | 「若殿新さん いじめられる!」                 | 中野顕彰      | 荒井岱志 | よし乃：北原佐和子 近藤弥太郎：鷲生功 桑山：中村孝雄 雨宮出羽守：唐沢民賢 稲葉摂津守正行：五十嵐秀樹 村越：出水憲 飴屋：新島愛一朗 青山：大畑貴裕 戸田：藤沢徹夫 老家臣：有島淳平 稲葉時重：山田良樹 茶坊主：杉山幸晴 芸妓：泉知奈津 日下部右京太夫：遠藤太津朗 | |
| 第3話 | 「吉宗、まさかの新妻道中」                   | 石松愛弘      | 宮越澄   | 幸姫：毬藻えり 大黒屋長兵衛：柴田侊彦 唐木伝八郎：岩尾正隆 志乃：小沢寿美恵 塚原甚内：五十嵐義弘 昇り竜の虎三：勝野賢三 松平侍従康成：溝田繁 樋口万三：石井洋充 曽根半十郎：小谷浩三 佐竹陣兵衛：峰蘭太郎 老女：星野美恵子 姫君：亀井洋子 女：丹羽美奈子 堀田主膳：菅貫太郎 | |
| 第4話 | 「頑張れ! 江戸っ子若君」                     | 佐藤五月      | 松尾正武 | お桃：山口果林 平太郎：志村東吾 お鈴：市野莉絵 伝六：曽根晴美 鎌七：坂田金太郎 蟹江美作守：浜田雄史 堀江：滝譲二 鳥飼勇作：大村健次 蟹江孫六：河崎耕士 小原：疋田泰盛 松本：波多野博 旗本：司裕介 村木：壬生新太郎 赤木：佐々木紳二 柳原：西村正樹 鉄：安田浩志 六：本山力 子守娘：堀佳恵 坂崎修理：外山高士 寺田重兵衛：山田吾一 | 終盤の殺陣の際、吉宗は能楽の衣装を 着たままで激しく動くことが難しいため、 鞘も使った二刀流で戦っている。 |
| 第5話 | 「江戸城危うし 吉宗の寝所」                  | 石川孝人      | 松尾正武 | 朝井綾：佐野量子 滝口源次郎：南条弘二 滝口久美：佐藤忍 田中屋喜久蔵：長谷川弘 梶山主水：須永克彦 藤倉甚三郎：出水憲 田淵美濃守：田中弘史 柏戸兵助：森山陽介 朝井藤右衛門：玉生司朗 滝口源太郎：入江毅 岡島十内：石井洋充 源造：疋田泰盛 刀工：宮城幸生 女将：鈴川法子 与力：小坂和之 旗本：河本忠夫 番方の侍：稲泉智万 戸田山城守忠真：亀石征一郎 | |
| 第6話 | 「虹をつかんだ女」                           | 和久田正明    | 松尾正武 | お政：三浦リカ 仙太郎：小倉一郎 加賀爪外記：小林勝彦 岡崎久太夫：有川正治 左右助：石倉英彦 助松：丘路千 お福：山田麻起子 お今：手嶋見寿恵 三郎左：床尾賢一 直八：勝見和也 人足：畑中伶一 健太：高橋龍規 相模屋仙兵衛：小林昭二 山田朝右衛門：栗塚旭 | |
| 第7話 | 「め組が運んだ涙の訴状」                     | 田村多津夫    | 宮越澄   | おいち：若林志穂 菅谷庄太夫：中田浩二 倉戸屋藤兵衛：常泉忠通 相場権四郎：大竹修造 綾瀬：松木路子 吉兵衛：増田再起 又八：西田良 平左衛門：大木晤郎 勘太郎：及川潤 住耺：蓑和田良太 久造：細川純一 人足頭：小峰隆司 徒目付：笹木俊志 番頭：上野秀年 地廻り：山田永二 地廻り：木下通博 おとき：分寺裕美 おつね：於勢加津子 | |
| 第8話 | 「お婆よ泣くな江戸の雪」                     | 石川孝人      | 荒井岱志 | おきん：三崎千恵子 留吉：西山浩司 柴田備後守：浜田晃 勘造：山西道広 筒井屋藤兵衛：鈴木淳 巳之助：稲吉靖司 浅野清三郎：五十嵐義弘 野沢源之助：東村晃幸 茶店の主人：ふくい一ろう うどん屋：蓑和田良太 要助：田井克幸 お峰：松村真弓 岩助：小船秋夫 仲次：本山力 伝六：滝野貴之 釣り人：藤長照夫 藩士：上野秀年 藩士：松田吉博 三太郎：渡辺琢之 おみつ：内泉朱賀                                                                                                   | |

### 1995年
| 話数   | サブタイトル                   | 脚本                | 監督     | ゲスト | 備考                |
| ------ | ------------------------------ | ------------------- | -------- | --- | ------------------- |
| 第9話  | 「おいらん高尾太夫の正夢」     | 野波静雄            | 荒井岱志 | 松次郎/松倉周防守：坂上忍 高尾太夫(お糸)：森恵 松倉帯刀：内田勝正 中井伝左衛門：志賀圭二郎 お甲：三浦徳子 仁助：福本清三 お芳：富永佳代子 瓦版売り：窪田弘和 岩村：西山清孝 男衆：矢部義章 男衆：滝野貴之 お妙：沢田真理子 千代菊：田中美鈴 少女時代の高尾：市村菜月 少年時代の松次郎：藤森周一郎 阿波屋太兵衛：園田裕久 |                     |
| 第10話 | 「大喧嘩! め組対定火消し」     | 野波静雄            | 松尾正武 | 佐吉：円谷浩 お久：吉野真弓 井出左門：黒部進 河野権十郎：森章二 政次：池谷太郎 京屋徳兵衛：峰祐介 竜三：関根大学 熊吉：新島愛一朗 仙太：山田永二 勘七：小峰隆司 仔分：石原耕 壷振り：木下通博 お咲：伊藤綾香 丁稚：谷俊行 水野隼人正：大出俊 |                     |
| 第11話 | 「人情落語長屋」               | 中野顕彰            | 荒井岱志 | 熊：森川正太 およう：山本ゆか里 久保寺上総介：江見俊太郎 湊屋五平：福山象三 林田：中村孝雄 白石：水上保広 和泉屋：北見唯一 黒猫の彦十：加冶春雄 抜け荷の男：笹木俊志 木原：奔田陵 甚兵衛：遠山金次郎 町人：江原政一 職人：東孝 同心：西山清孝 カゴ屋：窪田弘和 屋台の主：市条亨一 小者：杉山幸晴 長屋の女：春藤真澄 朝吉(夜狐の三次)：山内としお |                     |
| 第12話 | 「母と子の南部牛追い唄」       | 中野顕彰            | 松尾正武 | 小西半兵衛：誠直也 ふさ：栗田よう子 馬場：野口貴史 小西正太郎：中西勇太 徳平：岩城力也 用賀：笹木俊志 牛山：小峰隆司 剣持：峰蘭太郎 境：細川純一 長屋の女：丸平峯子 長屋の女：前川恵美子 浪人：床尾賢一 番頭：高谷舜二 子供：山口雄大 子供：谷口朋也 大口屋幸兵衛：遠藤征慈 井出彦四郎：有川博 |                     |
| 第13話 | 「伊賀者一代血の詫び状」       | 石松愛弘            | 日高武治 | 土屋兵馬：青山裕一 おたよ：有沢妃呂子 多助：椎谷建治 佐渡屋重蔵：頭師孝雄 永井左門：伊東達広 神谷内膳正：柳原久仁夫 本多外記：下元年世 土屋主税：中西宣夫 越後屋：高並功 家臣：司裕介 門番：松尾裕之 魚屋：壬生新太郎 黒岩兵部：川合伸旺 さと：中島ゆたか |                     |
| 第14話 | 「遠い昔の花嫁衣裳」           | 和久田正明          | 松尾正武 | 杉原新兵衛：松平健 杉原縫：土田早苗 杉原清一郎：青井敏之 さえ：東風平千香 佐久間図書：小笠原弘 吉田丹青：北村晃一 秋月力弥：土井健守 桑山石見：時代吉二郎 三笠藤吉郎：加藤重樹 青山金吾：川嶋康義 森右京：藤沢徹夫 太郎吉：中谷友紀 遊び人：山根誠示 根岸但馬守：原田清人 | 松平健が 二役で出演 |
| 第15話 | 「俺は天下の偽将軍」           | 胡桃哲              | 松尾正武 | お春：立花理佐 平吉：深江卓次 喜久蔵：柴田耕作 お美代：寺田千穂 本庄武蔵守義清：伊藤高 馬場半太夫：曽根晴美 赤井：有川正治 水田：森一 伊勢屋：国田栄弥 北町与力：波多野博 旗本：白川浩二郎 旗本：西村龍弥 旗本：内藤和也 刀剣屋：大河内廣三郎 小助：柴田善行 亭主：遠山金次郎 漁師：細川純一 玉竜：桑田乃梨子 山田朝右衛門：栗塚旭 |                     |
| 第16話 | 「人参に咲いた花祝言」         | 野波静雄            | 日高武治 | お糸：櫻町弘子 お品：松本友里 板倉出羽守：小沢象 長崎屋源左衛門：伊吹聰太朗 向井将監：竜川剛 岩田屋宗兵衛：早川雄三 小野：岩尾正隆 宗対馬守：石倉英彦 伊助：木谷邦臣 堀井：矢部義章 中田：浜田隆広 半七：椿竜二 下役人：杉山幸晴 阿部将翁：大橋吾郎 |                     |
| 第17話 | 「母恋い人形、やじろべえ」     | 田村多津夫          | 上杉尚祺 | おりつ：岡まゆみ 本堂由之助：堀裕晶 おきち：武田京子 岩月藤九郎：山本昌平 戸塚十蔵：大竹修造 常盤屋市右衛門：山本清 伝吉：坂田金太郎 安井逸平：笹木俊志 おひさ：山田麻起子 お末：江口尚希 藤助：結城市朗 住職：蓑和田良太 茶店の娘：堀佳恵 藩士：西村正樹 おこま：百地千寿 竹松：山下慎司 小助：谷口朋也 四歳の由之助：平井亮裕 新関角兵衛：柴田侊彦 |                     |
| 第18話 | 「五千両の恋泥棒!」            | 胡桃哲              | 松尾正武 | 仁吉：久保田篤 お涼：寺田玲 お弓：太宰由美子 二階堂：久賀大雅 小野沢：水上保広 権六：井上茂 源助：入江毅 おうめ：小柳圭子 平山：結城市朗 車屋の親爺：宮城幸生 勝蔵：小峰隆司 用心棒：池田謙治 長屋の老人：山田良樹 芸者：西岡ちあき 納豆売り：畑中伶一 芸者：村崎弘美 芸者：松山真由美 芸者：垣成冴子 小倉屋藤兵衛(暁の藤兵衛)：立川三貴 城所内蔵之介：深江章喜 |                     |
| 第19話 | 「無法許さぬあさり剣法」       | 今村文人            | 荒井岱志 | 中井惣兵衛：長門勇 大崎信吾：若山騎一郎 おせき：松永麗子 仙波屋おとく：佐野アツ子 田島清次郎：伊庭剛 碇右京亮：戸高聖哉 中井周太郎：塩川健司 松吉：入江慎也 岡っ引き：河野実 博徒：丘路千 沖山：藤沢徹夫 西山：河本忠夫 長助：大矢敬典 医者：山田良樹 浪人：池田謙治 浪人：八神辰之介 博徒：滝野貴之 藩士：高木英一 藩士：加藤三彦 藩士：田代勝義 女中：野村千景 横井沢監物：遠藤太津朗 |                     |
| 第20話 | 「愛と憎しみの孤剣」           | 藤井邦夫            | 荒井岱志 | 神崎妙：日下由美 神崎周平：井上高志 千阿弥：幸田宗丸 松川源之丞：川浪公次郎 清次：岡田洪志 神崎小太郎：山崎大聖 横山三郎兵衛：新橋伸介 金兵衛：遠山金次郎 役人：藤長照夫 浪人：河本忠夫 患者：畑中伶一 家臣：稲泉智万 老爺：上島種代志 孫娘：西村香織 岡田陣八郎：佐藤仁哉 |                     |
| 第21話 | 「しっかり女房、降参する」     | 佐藤五月            | 萩原将司 | 鶴屋清兵衛：江藤潤 おふく：芦川よしみ 島田備後守：穂積隆信 荒木九十郎：佐藤京一 山城屋：江幡高志 大和屋：松本朝生 お冬：川田しのぶ 河内屋：浜田雄史 木村：川浪公次郎 五平：森山陽介 新谷：石井洋充 河野：松田吉博 伊三次：岡田洪志 但馬屋：宮城幸生 番頭：上野秀年 手代：田井克幸 女中：桂登志子 亭主：高谷舜二 妻：美松艶子 鶴太郎：及川潤 お八重：黒目ルミ |                     |
| 第22話 | 「わが子を裁く鬼の父」         | 和久田正明          | 上杉尚祺 | 小笠原右京：西田健 鶴吉：新井昌和 おわか：竹下舞 鮫五郎：高品剛 赤松玄蕃：出水憲 杢兵衛：牧冬吉 末松：井上茂 種次郎：谷口高史 喜之助：大矢敬典 駒蔵：疋田泰盛 力蔵：木下通博 やくざ：小峰隆司 北町与力：山田永二 百目の十左(松原十左衛門)：工藤堅大良 喜多川左門：田口計 |                     |
| 第23話 | 「剣難女難の恋指南」           | 鈴木則文            | 松尾正武 | 琴姫：五十嵐いづみ 秋田伸之介：米山善吉 鏑木采女：久富惟晴 榊喜内：佐藤輝 岡部平八郎：中村孝雄 お由良の方：久仁亮子 松風：村上理子 風見図書：北見唯一 神坂主水：長沢一樹 前田吉徳：水上保広 梢：桑田乃梨子 溝呂木兵馬：入江毅 旗本：細川純一 近習：松尾裕之 使者：松田吉博 鶴丸：及川潤 |                     |
| 第24話 | 「怪奇! 天狗の花嫁」           | 今村文人            | 荒井岱志 | おきた：宮園純子 おてる：上原まみ 塚原儀左衛門：小笠原良知 万両屋銀蔵：森幹太 山本：堀田真三 市兵衛：大木晤郎 西川：谷口高史 樽屋藤左衛門：有島淳平 瓦版屋：北村明男 職人：畑中伶一 女房：桂登志子 浪人：松原健司 舟宿の女中：分寺裕美 野次馬(一)：岡田和範 野次馬(二)：松永吉訓 中井仙三郎：篠塚勝 |                     |
| 第25話 | 「吉宗、見参! 女剣士の挑戦状」 | 石村嘉子            | 荒井岱志 | 斉藤千之助：辻沢杏子 狭山勘助：園田裕久 山根能登守：小林勝彦 古賀兵庫：遠藤征慈 尾張屋彦兵衛：常泉忠通 橘屋清兵衛：高野真二 柿沼大膳：岩尾正隆 高井：野口貴史 宇野十太夫：柳原久仁夫 藤助：大木晤郎 仙次：広瀬義宣 青江清十郎：東村晃幸 坂井：蓑和田良太 斉藤甚左衛門：有島淳平 北町同心：谷口高史 荒川：高木英一 門弟(一)：奔田陵 門弟(二)：滝野貴之 古賀の配下：藤沢徹夫 田端：田井克幸 およね：松村真弓 おさち：藤坂有希 娘(一)：河合綾子 娘(二)：泉知奈津 千之助の幼年時代：魚本千賀             |                     |
| 第26話 | 「炎上! 大奥の恋」             | 今村文人            | 松尾正武 | 増島時之介：ひかる一平 千勢：及川麻衣 浦路：東千晃 川瀬：日向明子 久永大和守：石山律雄 牧原四郎兵衛：花上晃 鬼沢玄馬：石倉英彦 提灯奉行：川浪公次郎 菱田屋銀左衛門：唐沢民賢 又蔵：畑中伶一 大滝山：河本忠夫 御家人：武井三二 川瀬の部屋方(一)：山田麻起子 同(二)：上田こずえ 浦路の部屋方(一)：浜崎涼子 同(二)：西岡ちあき お火の番(一)：手嶋見寿恵 同(二)：渡辺則子 おぬい：沢田真理子 家臣：池田謙治 手代：稲泉智万 舟頭：福中勢至郎 番頭：床尾賢一 御坊主：宮永淳子 お楽の方：大屋政子(特別出演) |                     |
| 第27話 | 「姉とおとうと」               | 中野顕彰            | 荒井岱志 | お孝：未來貴子 谷口孝太郎：中村久光 西：宮口二郎 三国屋伍兵衛：田畑猛雄 玄哲：徳田興人 おみね：塚本加成子 神崎弥五郎：入江毅 少年時代の孝太郎：藤森周一郎 水野外記：睦五朗 岩木一馬：大場順 |                     |
| 第28話 | 「悲恋を斬る武士道」           | 鈴木則文            | 荒井岱志 | 加納源太郎：加納竜 桐江：山崎美貴 宮田数馬：筒井巧 板倉修理：外山高士 黒田外記：浜田晃 渡海屋宗兵衛：福山象三 作平：重久剛一 久世主膳：出水憲 加納源左衛門：浜田雄史 唐木大九郎：関根大学 宮田達之助：五十嵐秀樹 |                     |
| 第29話 | 「北国に折鶴が飛んだ!」        | 渡辺貴美子 中野顕彰 | 日高武治 | お加代：高梨亜矢 戸川安次郎：磯部勉 相原潤之助：竜川剛 平野忠四郎：西田良 天満屋専右衛門：加治春雄 沢平：入江慎也 蓑吉：岡田典丈 重役Ａ：波多野博 瓦版売り：窪田弘和 荷役人足：松原健司 本間但馬守：西沢利明 |                     |
| 第30話 | 「愛と復讐の遠目鏡」           | 胡桃哲              | 荒井岱志 | 儀助：和崎俊哉 お初/おきよ：有沢妃呂子 三州屋(久蔵)：中田博久 藤川：池谷太郎 徳兵衛：有川正治 尾形鬼十郎：川浪公次郎 児島武蔵守：田中弘史 信濃屋：藤沢徹夫 内藤：有島淳平 医者：宮城幸生 宿屋の主人：遠山金次郎 浪人：杉山幸晴 役人：西山清孝 柳沢伊予守：御木本伸介 |                     |
| 第31話 | 「男と女の夢舞台」             | 藤井邦夫            | 萩原将司 | 左吉(沖田左馬助)：田中実 お弓：立原麻衣 飯島図書：今井健二 神尾外記：小笠原弘 沖田収蔵：増田再起 舞台の長兵衛：小泉のぼる 舞台の権八：寿美英二 松崎典膳：滝譲二 小川庄太夫：阿木五郎 お妙：山本志づ世 医者：有島淳平 市川伝四郎：小坂和之 下山：高橋弘志 旗本(一)：峰蘭太郎 旗本(二)：小谷浩三 旗本(三)：加藤寛治 三谷竜太郎：川鶴晃裕 婆や：星野美恵子 大店の娘：西原明美 綾姫：爾乃芙代 左馬助の少年時代：山口雄大 高岡平内：橋本功                                                                |                     |
| 第32話 | 「女賞金稼ぎ 修羅の花道!」     | 石川孝人            | 荒井岱志 | 夜叉面お銀：芦川よしみ 浅葉隆一郎：片岡弘貴 時山孫太夫：小沢象 吉岡又四郎：伊東達広 加納屋伝兵衛：高峰圭二 芝倉丈之介：岡田洪志 巳之助：白川浩二郎 松崎：司裕介 秋沢：浜田隆広 職人：林哲夫 岩吉：池田謙治 土井相太郎：笹木俊志 熊蔵：小船秋夫 仲次：奥野公一 六助：青木哲也 浅葉大介：渡辺琢之 ソバ屋：畑中伶一 役人：山根誠示 役人：木下通博 旅篭の女中：北村理恵 巫女：丹羽美奈子 侍女：泉知奈津                                                                                                  |                     |
| 第33話 | 「俺らの兄貴は上様だ!」        | 今井文人            | 松尾正武 | 橋本屋吉松：大森貴人 おつる：東風平千香 河西与左衛門：内田勝正 百石屋万作：森章二 稲葉屋市右衛門：中村竜三郎 木田：野口貴史 竹井：加藤重樹 徳川光貞：楠年明 江本：小峰隆司 番頭：石井洋充 古筆見の老人：疋田泰盛 同心(一)：白川浩二郎 医者：壬生新太郎 瓦版売り：床尾賢一 番頭：窪田弘和 浪人(一)：森山陽介 浪人(二)：辻本良紀 手代：岡田和範 同心(二)：川嶋康義 町人：田井克幸 住人(一)：藤長照夫 住人(二)：稲垣陽子 橋本屋お勝：丘さとみ                                                           |                     |
| 第34話 | 「絶体絶命! 大岡越前」         | 和久田正明          | 荒井岱志 | お力：入江麻友子 十六夜十左：成瀬正孝 石黒兵太夫：久賀大雅 市川百之助：朝日完記 おのぶ：多田幸代 土井：五味龍太郎 重職(一)：結城市朗 重職(二)：高並功 おてる：小松裕奈 お鈴：牧野由未子 沖田十吉郎：木谷邦臣 浜田左内：藤沢徹夫 老武士：壬生新太郎 五十吉：新橋伸介 出方：峰蘭太郎 出方：浅田祐二 船頭：福中勢至郎 寺社奉行：遠山金次郎 老女：富永佳代子 芸者：浜崎凉子 老婢：奥谷寿美子 堀川縫殿助：船戸順                                                                                          |                     |
| 第35話 | 「鬼同心が泣いた夢」           | 石川孝人            | 上杉尚祺 | 沢田右近：大橋吾郎 おその/絹枝：岩本千春 丁字屋千治郎：石山律雄 吉田屋常蔵：高城淳一 島岡源之介：岩尾正隆 筑後屋惣右衛門：峰祐介 河野友二郎：武井三二 藤兵衛：勝野賢三 お種：江口尚希 銀平：矢部義章 岩吉：山根誠示 巳之助：司裕介 仲次：中村健人 弥助：疋田泰盛 医師：有島淳平 伝六：吉田信夫 近江屋伝兵衛：遠山金次郎 おきん：春藤真澄 侍：小谷浩三 磯松：北村明男 女中：太田敦子 |                     |
| 第36話 | 「冷や飯剣法恋囃子」           | 石松愛弘            | 荒井岱志 | 千世：栗田よう子 神崎三郎太：鷲生功 宝来屋黒兵衛：幸田宗丸 角田弦之進：大竹修造 たき：松村康世 こずえ：杜美由記 稲葉山城守：山口幸生 加助：井上茂 お豊：山本志づ世 牧野主計頭政智：東村晃幸 住職：徳田興人 中村菊之丞：柴田善行 今井：小坂和之 平吉：石原耕 瓦版売り：上野秀年 近習侍：大矢敬典 藩士(一)：高橋弘志 藩士(二)：小川敏明 若い僧：杉山幸晴 牧野正之助：大島尚樹 ふさ：谷口香 河合甚太夫：長谷川明男                                                                                      |                     |
| 第37話 | 「名探偵! 新井白石」           | 野波静雄            | 松尾正武 | 新井白石：長門勇 新井明卿：長戸勝彦 杉岡千早：笹井信子 後藤庄次郎：佐藤京一 木曽屋：坂田金太郎 小宮源之助：堀田真三 松本伊予守：柳原久仁夫 杉岡弥太郎：大木晤郞 岡嶋仲通：玉生司朗 岡村：白川浩二郎 木村：浜田隆広 立花屋：大矢敬典 供侍(一)：床尾賢一 供侍(二)：奥深山新 熊野屋：畑中伶一 古河屋：松原健司 萩原近江守：名和宏 |                     |
| 第38話 | 「死を呼んだ悲願花」           | 大野武雄            | 荒井岱志 | 永山新八：篠塚勝 おみつ：大竹文子 お甲：田崎ますみ 弥吉：伊藤敏八 荒川清吉郎：曽根晴美 八木沢頼母：小笠原弘 田原喜十郎：玉川伊佐男 伊東良介：石倉英彦 巳之助：水上保広 お吉：山田麻起子 若い衆：野土晴久 用人：小坂和之 めし屋の主人：椿竜二 小女：森田知美 患者(一)：春藤真澄 患者(二)：大矢敬典 患者(三)：藤枝政巳 患者(四)：宮永淳子 紀州屋栄二郎：有川博 |                     |
| 第39話 | 「吉宗、騙りを働く!?」         | 藤井邦夫            | 松尾正武 | 大岡源太郎：田中隆三 お咲：吉野真弓 山岡頼母：黒部進 柴田陣四郎：伊藤高 岡田作蔵：五十嵐義弘 村井兵庫：浜田雄史 岸本善兵衛：中西宣夫 平六：蓑和田良太 前田備前守：波多野博 浪人(一)：司裕介 浪人(二)：西村正樹 女中：星野美恵子 料亭の女中：春藤真澄 浪人(三)：小船秋夫 家来：川鶴晃裕 野次馬(一)：東孝 野次馬(二)：江原政一 花菱屋の手代：安藤彰則 大店の娘：河合綾子 花菱屋仁左衛門：川合伸旺 |                     |
| 第40話 | 「陽気な刺客」                 | 藤井邦夫            | 上杉尚祺 | 原田平八郎：羽場裕一 お篠：塚田きよみ 大野監物：遠藤征慈 中川竜蔵：中村孝雄 尾形精之進：伊庭剛 工藤軍十郎：出水憲 大店の隠居：岩城力也 村上源二郎：中嶋俊一 伝兵衛：佐藤晟也 水野日向守：波多野博 長屋の女：丸平峯子 長屋の女：星野美恵子 お花：爾乃芙代 町娘：沢田真理子 お花の父：西山清孝 人足：松永吉訓 嘉助：椿竜二 小料理屋の主人：東孝 |                     |
| 第41話 | 「黄金地蔵が呉れたお母ちゃん」 | 大川タケシ          | 荒井岱志 | 佐吉：島木譲二 鈴華：辻沢杏子 お京：竹村愛美 小吉：市村貴俊 安西兵庫頭：石橋雅史 三国屋仁助：花上晃 権三：稲吉靖司 橋爪：川浪公次郎 杉岡：五十嵐義弘 森源之助：笹木俊志 若山：山田永二 秋月：木谷邦臣 村上：内藤和也 地廻り：小峰隆司 瓦版売り：上野秀年 樵：江原政一 女：大林菜穂子 お光：星野美恵子 原田：加藤三彦 芸者(一)：浜崎凉子 芸者(二)：相良瑠実子 大工(一)：林哲夫 大工(二)：大久保幸治                                                                                                   |                     |
| 第42話 | 「八丁堀情話 悪名の女!」       | 曽田博久            | 松尾正武 | お久(弁天お京)：一色彩子 蜂屋文江：仙石順子 菊之丞(菊蔵)：草川祐馬 安藤右馬允：原口剛 苫屋五兵衛：伊吹聰太朗 売人：岡田洪志 草村典膳：峰蘭太郎 熊之助の父：藤沢徹夫 熊之助の母：鈴川法子 長屋の女房：丹羽美奈子 同心：稲泉智万 蜂屋熊之助：伊吹剛 |                     |
| 第43話 | 「大江戸あばれ主従」           | 今村文人            | 萩原将司 | 沢井幸次郎：深江卓次 伊坂律：古柴香織 六兵衛：赤城太郎 建部の家臣：高品剛 紀州藩目付：大木晤郎 奥医師：阿木五郎 建部の家臣：立川洋輔 飴売りの男：森山陽介 自身番の男：蓑和田良太 浪人：福本清三 藩士(一)：峰蘭太郎 藩士(二)：細川純一 藩士(三)：松田吉博 町医者：山田良樹 巻尾：丹羽美奈子 船頭：福中勢至郎 田之倉家々臣：奥野公一 小姓：中川峰男 建部雅楽頭：北町嘉朗 |                     |
| 第44話 | 「涙を抱いた花乙女」           | 田村多津夫          | 日高武治 | おしま：斉藤林子 おはつ：田中雅子 武井邦之助：湯沢紀保 大垣与八郎：前川哲男 成松屋治兵衛：長谷川弘 嘉平：疋田泰盛 医者：宮城幸生 庄右衛門：波多野博 高浜屋：小峰隆司 大家：壬生新太郎 藩士：小坂和之 与力：山田永二 同心：石井洋充 船宿の女将：富永佳代子 飛脚問屋の男：石原耕 おせき：丹羽美奈子 おみつ：勇家寛子 西堀久太夫：中田浩二 |                     |
| 第45話 | 「美女を泣かせる鬼十手」       | 和久田正明          | 日高武治 | 如月主水：誠直也 おもん：舟倉由佑子 さえ：草野由記子 法雲：小峰隆司 福助：竜川剛 丁次：岡田典丈 筆頭与力：有川正治 丸屋：芝本正 大阪屋：入江慎也 小間物屋の主人：北村明男 金貸し：壬生新太郎 屋台の主人：田井克幸 少女時代のさえ：辻朋美 芸者：桂川夢女 芸者：松山真由子 芸者：赤羽美香 大曽根監物：亀石征一郎 山田朝右衛門：栗塚旭 |                     |
| 第46話 | 「帰って来た次男坊鴉」         | 田村多津夫          | 萩原将司 | 藤十(神谷藤十郎)：円谷浩 神谷志乃：藤奈津子 川船屋おみな：伊藤美由紀 戸田雄助：北村晃一 岩松千蔵：五味龍太郎 稲垣半兵衛：須永克彦 野本：福本龍二 太助：小船秋夫 吉宗の青年時代：芹川周市 伊崎：藤沢徹夫 作造：疋田泰盛 村上：高木英一 小菅：矢部義章 荒山：石井洋充 里恵：神原千恵 千津：嶋裕子 神谷覚之進：高川裕也 寺脇伊予守：立川三貴 山田朝右衛門：栗塚旭 |                     |
| 第47話 | 「盗賊の娘」                   | 藤井邦夫            | 荒井岱志 | お静：姿晴香 お清：森下桂 前田備前守：中田浩二 東雲の仁吉：増田再起 銀次：滝譲二 小林平三郎：藤沢徹夫 留松：広瀬義宣 旗本(一)：笹木俊志 旗本(二)：加藤三彦 平助：木下通博 医者：西山清孝 亀八：杉本善明 下男：東孝 丁稚：久保心 人足(一)：福中勢至郎 人足(二)：大矢敬典 手下(一)：空田浩志 手下(二)：山口幸晴 土蜘蛛の源三：工藤堅大良 |                     |
| 第48話 | 「人斬り子守唄」               | 中野顕彰            | 日高武治 | 時次郎：中野誠也 お咲：大田沙也加 梅吉：柴田耕作 出島屋総右衛門：秋間登 巽屋清右衛門：岡村嘉隆 お加代：川田しのぶ 榊：司裕介 茂作：宮城幸生 おしの：前川恵美子 番頭：窪田弘和 浪人：木下通博 手代：岩須透 侍：高橋弘志 幼少のお咲：岡本伊代 佐竹頼母：深江章喜 |                     |

### 1996年
| 話数   | サブタイトル                      | 脚本     | 監督     | ゲスト | 備考 |
| ------ | --------------------------------- | -------- | -------- | --- | ---- |
| 第49話 | 「天下を正す無頼漢」              | 野波静雄 | 松尾正武 | 深井清三郎：並樹史朗 久保八重：菅原あき 松田備前守：原口剛 小川玄庵：玉川伊佐男 久保圭吾：伊庭剛 浪路：大和田奈保 河内屋太兵衛：有川正治 木村：白川浩二郎 越後屋宗兵衛：下元年世 橋本：丘路千 林：高並功 浪人：壬生新太郎 田口：小船秋夫 村田：松尾裕之 竹村：川嶋康義 北村大膳：亀石征一郎                                                             |      |
| 第50話 | 「江戸自慢、吉宗うれしや天下餅!」 | 石川孝人 | 荒井岱志 | 菊姫：松永麗子 真壁長門守：小沢象 大垣源内：伊東達広 大垣登世：原田千枝子 大垣源太郎：野田行哉 清吉：野土晴久 お江：小松裕奈 仲次：多賀勝一 中岡筑後守和幸：高木英一 川島：小坂和之 多恵：鈴川法子 家臣：石井洋充 遊び人：小船秋夫 釣り人：江原政一 お店者：松原健司 芸妓甲：野村千景 芸妓乙：山本晶子 女房：宮永淳子 町娘：堀佳恵 時山淡路守：品川隆二 |      |